# Hosapura, Alur
Hosapura là một làng thuộc tehsil Alur, huyện Hassan, bang Karnataka, Ấn Độ.